# 하나이 미리
하나이 미리(일본어: 花井 美理, 1984년 10월 15일~)는 일본의 그라비아 아이돌이다.